# Ally Condie
Œuvres principales
- Série Promise
- Série Darkdeep
- Atlantia

Ally Condie, née Allyson Braithwaite Condie le 2 novembre 1978 à Cedar City en Utah, est une écrivaine américaine de romans destinés à la jeunesse.

## Biographie
Née dans le sud de l'Utah, Allyson Condie a enseigné l'anglais dans des lycées de cet État et celui de New York. Elle est ensuite devenue auteur à plein temps. Elle vit à proximité de Salt Lake City avec son mari et ses quatre enfants.
Ally Condie aime donc lire et écrire, mais aussi courir et écouter son mari jouer de la guitare.
Promise (Matched) a fait partie des meilleures ventes de livres pour enfants en 2012.

## Œuvres

### SérieYearbook
1. (en) Yearbook, 2006
2. (en) First Day, 2007
3. (en) Reunion, 2008

### SériePromise
1. Promise, Gallimard Jeunesse, 2011 ((en) Matched, 2010), trad. Vanessa Rubio-Barreau  (ISBN 978-2-07-063440-8)
2. Insoumise, Gallimard Jeunesse, 2012 ((en) Crossed, 2011), trad. Vanessa Rubio-Barreau  (ISBN 978-2-07-063440-8)
3. Conquise, Gallimard Jeunesse, 2013 ((en) Reached, 2012), trad. Vanessa Rubio-Barreau  (ISBN 978-2-07-063442-2)

### SérieDarkdeep
Cette série est coécrite avec Brendan Reichs.
1. L'Infinoir, Michel Lafon, 2019 ((en) The Darkdeep, 2018), trad. Cyril Laumonier  (ISBN 978-2-7499-3895-0)
2. La Créature, Michel Lafon, 2020 ((en) The Beast, 2019), trad. Cyril Laumonier  (ISBN 978-2-7499-3896-7)
3. (en) The Torchbearers, 2020

### Romans indépendants
- (en) Freshman For President, 2008
- (en) Being Sixteen, 2010
- Atlantia, Gallimard Jeunesse, 2015 ((en) Atlantia, 2014), trad. Vanessa Rubio-Barreau  (ISBN 978-2-07-066338-5)
- L'Été de Summerlost, Gallimard Jeunesse, 2017 ((en) Summerlost, 2016), trad. Julie Lopez  (ISBN 978-2-07-060144-8)
- La Dernière Expédition de Poe Blythe, Michel Lafon, 2021 ((en) The Last Voyage of Poe Blythe, 2019), trad. Cyril Laumonier  (ISBN 978-2-7499-4270-4)
- (en) The Only Girl in Town, 2023
- (en) The Unwedding, 2024